# Sitter
La Sitter è un fiume della Svizzera. Lungo circa 49 km, il fiume sorge nei pressi di Weissbad per immettersi nella Thur passando per i cantoni di Appenzello Interno, Appenzello Esterno, San Gallo e Turgovia.

## Descrizione
Conosciuta nel 787 con il nome latino di Sidruna, la Sitter sorge nei pressi di Weissbad dalla confluenza dei torrenti Brüelbach, Schwendibach e Wissbach e a valle di Appenzello scorre in profonde gole di molassa scavate in epoca glaciale. I suoi principali affluenti sono il Rotbach e l'Urnäsch. Il fiume si immette nella Thur presso Bischofszell. 

## Storia
Dal 1647 al 1858 il fiume segnò il confine tra le due parti di Appenzello Esterno dette a destra e a sinistra della Sitter. A causa della topografia non omogenea, furono impiegate diverse tecniche per la realizzazione dei ponti, specialmente nei pressi di San Gallo. Dal tardo medioevo la forza idrica della Sitter fu sfruttata intensamente, ad esempio dalle cartiere di Degenau e Kubel, presso San Gallo, o dal mulino detto Sittermühle a Bischofszell. Nel 1604 fu aperta la cartiera di Kräzern presso San Gallo, di proprietà del principe abate.
Nel Sittertobel furono attivi lo stabilimento di filatura, ricami e tintoria Sittertal dal 1840 al 1988, più tardi divenuto centro culturale, l'impianto cittadino di follatura del lino nel Rechen dal 1483 al 1834 e la fabbrica tessile Sittertobel dal 1828, oggi chiamata Filtrox AG. Dal 1981 vi si svolge anche l'Open Air di San Gallo, esistente dal 1977.
Dal 1892 il fiume servì pure alla produzione di energia elettrica. La centrale elettrica di Kubel, costruita nel 1898 al posto della cartiera, sfrutta i fiumi Sitter e Urnäsch grazie al bacino di compensazione del Gübsensee. L'impianto appartenne al Canton San Gallo dal 1911 al 1914 e poi alle Forze motrici di San Gallo-Appenzello. Altri grandi progetti, come la costruzione di un lago artificiale a valle di Appenzello nel 1919 e 1922, non vennero realizzati. Il traghetto tra Gertau, nel comune di Hauptwil-Gottshaus, e Degenau era ancora in servizio all'inizio del XXI secolo.